# Вулкан Ареналь (національний парк)
10°27′47″ пн. ш. 84°42′11″ зх. д. / 10.463055555556° пн. ш. 84.703055555556° зх. д.
Національний парк «Вулкан Ареналь» — вулканічний курорт Коста-Рики, на якому розташоване штучне озеро — Ареналь.

## Історія
Ареналь — найбільш активний вулкан Коста-Рики, вершина якого більшу частину часу прихована в хмарах. Саме тут найчастіше спостерігається активність у вигляді невеликих, але дуже ефектних вивержень, які не становлять небезпеки для населення. Шанс побачити виверження попелу з вулкана випадає тільки протягом сухого сезону.
Дослідження даного вулкана почалися лише у 1937 році. 29 липня 1968 було перше велике виверження, яке знищило місто Ареналь, понад 80 осіб загинуло в результаті першого виверження. Виверження тривало кілька днів і більше двохсот кілометрів природної рослинності і посівів загинуло під лавою. Також утворилися ще 3 невеликих активних кратера.
Останнє велике виверження вулкана на даний момент зафіксовано у 2000 році, 23 серпня. У доколумбові часи Ареналь виявляв особливу активність, завдяки чому індіанські племена вважали вулкан священною істотою. І в наші дні можна побачити змійки диму, що спускаються з його конуса, а безхмарними ночами — вогненно-червоні потоки лави.

## Опис
Вулкан Ареналь розташований на північному заході країни. Він має висоту 1657 метрів і разом з однойменним озером становить національний парк міста під назвою «Arenal Volcano». Озеро Ареналь це найбільший водойм у Коста-Риці. Генератори, встановлені в греблі озера — головне джерело електроенергії. Поверхня озера 85 км², воно було створено в 1978 році.
Наслідки вулканічних процесів більше спостерігаються на західному схилі. Температура потоків лави, що стікає в долину зі швидкістю до 90 кілометрів на годину, досягає 500 °C. Розпечений потік, що стікає з вулкана, особливо ефектно виглядає вночі, навіть з великої відстані.
Висячі переправи, довжиною 60 метрів з'єднують ущелини, глибиною понад 100 метрів. Підвісні мости утворюють маршрут, прокладений через ареал в 250 гектарів, що дає можливість оглянути територію джунглів. Коста-Рика користується великою популярністю, але сюди не допускається масовий туризм. Чверть території країни знаходиться під охороною і туристичні потоки дуже регламентовані.

## Клімат
Клімат тут м'який, а дощів менше, ніж на іншій території країни. В районі Ареналь температура може опускатися до +10 (у зимовий період можливі нічні заморозки до -5 °C). Регіон Ареналь включає в себе кілька унікальних мікрокліматичних зон, в тому числі гірські ліси і низькі тропічні ліси, кожен з яких відрізняється багатою різноманітністю. Кліматичні зони і ареали проживання в Національному парку Вулкана Ареналь включають гірські ліси, дощові ліси, низинні дощові ліси і відновлюючі ліси.

## Фауна
На території парку заснували El Serpentario Zoologico del Castillo, відомий сьогодні як Arenal EcoZoo (Ареналь ЕкоЗоо). Arenal EcoZoo є одним з найбільших серпентаріїв Коста-Рики, який налічує 70 видів змій, черепах, метеликів, ящірок і крокодилів. З 200 видів рептилій, що мешкають на Коста-Риці, 80 можна зустріти в EcoZoo. Великі тераріуми відтворюють «природне» середовище проживання, а тури зосереджують свою увагу на поведінці рептилій, біології та пізнанні своєї ролі в дикій природі.
Зоопарк жаб став домом для майже 30 видів земноводних. Безліч нічних видів, а також рідкісних жаб може бути дуже складно зустріти в дикій природі, але легко побачити в EcoZoo. Деревні жаби, скляні жаби і смугасті квакші лише відкривають список амфібій, що населяють парк.
Arenal EcoZoo представляє також власний сад метеликів і комах з адаптованим місцем існування. За заскленим тераріумом можна побачити птахоїдів та скорпіонів.